# Oddernesstenen

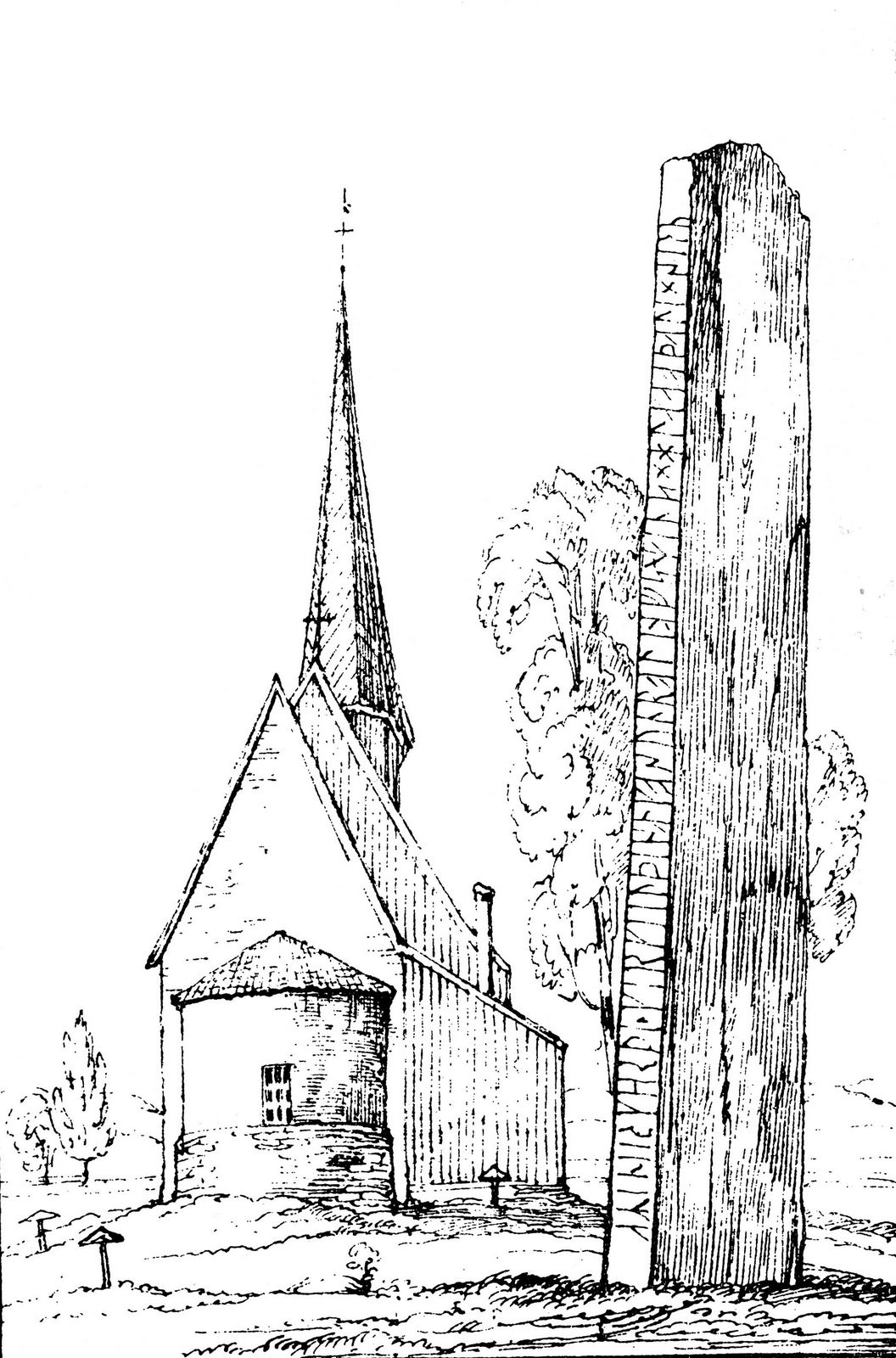
Oddernesstenen på sin förmodat ursprungliga plats på Oddernes kyrkogård.

Oddernesstenen (signum N 209 respektive N 210) är en 3,5 meter hög runsten, sedan 1990 belägen i Oddernes kyrka i Kristiansand i Vest-Agder. Stenen har två inskrifter med den yngre futharken, båda daterade till yngre vikingatid. Den stod tidigare på Oddernes kyrkogård.

## Den äldre inskriften
Den äldsta av inskrifterna finns på stenens bredsida och har signum N 209. Den är troligen från strax före år 1000, och lyder i translitterering:
...----ur- (n)iriþs| |sun is| |st(a)in sa
Inskriften har av runologen James Knirk tolkats på följande vis:
"Efter Tore, Nerids son, är denna sten."

## Den yngre inskriften
Den yngre av inskrifterna (N 210) dateras till åren omkring 1050, och har ådragit sig störst uppmärksamhet av de båda, eftersom den är en av de äldsta källorna som berättar om byggande av kyrkor i Norge. Inskriften lyder i translitterering:
Translitterering av runraden:
× aʀintr × karþi × kirkiu × þesa × kosunr × olafs × hins × hala × a oþali × sinu ×
Normalisering till fornvästnordiska:
Eyvindr gerði kirkju þessa, goðsonr Ólafs hins Hála/Halla/Helga, á óðali sínu.
Sedan Martin Friedrich Arendt presenterade den korrekta läsningen 1805 har det rått stor enighet om att inskriften ska tolkas:
"Eivind, Olav den heliges gudson, gjorde denna kyrka på sin odal."
Det har dock varit viss diskussion om orden "olafs hins hala" ska tolkas som "Olav den helige" eller Olav den snede". Eyvindr úrarhorn finns i sagan om St. Óláfr.
Läsningen korrigerades 1987: þisa → þesa.